# Río Oconaluftee
El río Oconaluftee drena el valle centro-sur de Oconaluftee de las Montañas Great Smoky en el oeste de Carolina del Norte antes de desembocar en el río Tuckasegee. El río fluye a través del límite de Qualla, un fideicomiso de tierras federal que sirve como reserva para la Banda Oriental de los Cherokee, la única tribu reconocida a nivel federal en Carolina del Norte. Compraron la tierra al gobierno federal en la década de 1870, después de haber sido expulsados y obligados a cederla a principios del siglo XIX. Se sabe que varias ciudades históricas Cheroqui se ubicaron a lo largo de este río.[cita requerida]

## Hidrografía
Beech Flats Prong es un arroyo formado por la convergencia de varios manantiales en lo alto de los Apalaches, cerca de Newfound Gap, un paso de montaña que se extiende a ambos lados de la frontera entre Tennessee y Carolina del Norte en el centro del Parque Nacional de las Grandes Montañas Humeantes..[cita requerida]
La corriente fluye alrededor de 16 km al sur, donde se fusiona con Smith Branch, Kepharts Prong y Kanati Fork para formar el río Oconaluftee. El río continúa hacia el sur, donde se une al Bradley Fork, lo que fortalece enormemente su caudal. La confluencia del río con Raven Fork en Cherokee, Carolina del Norte, crea una zona baja grande y plana, donde el río gira hacia el oeste y fluye hasta su desembocadura en el río Tuckasegee..[cita requerida]
La actual Bryson City en el condado de Swain se desarrolló justo río arriba de esta confluencia. El Oconaluftee pasa por los asentamientos de Smokemount, Oconaluftee, el pueblo de Cherokee, base del EBCI; Indian Hills y Birdtown antes de desembocar en Tuckasegee..[cita requerida]

## Historia
Durante miles de años, los pueblos indígenas ocuparon esta región, viviendo generalmente cerca de los cursos de agua. El histórico pueblo Cheroqui ocupó esta región como su tierra natal tradicional mucho antes del encuentro europeo. Consideraban sagradas las aguas de Ocona Luftee. El nombre "Ocona Luftee" se deriva del nombre de la aldea Cheroqui, Egwanulti, que se desarrolló en sus orillas antes de la colonización de la zona por parte de los colonizadores europeos. El nombre se traduce como "junto al río" en inglés. El río y el pueblo fueron nombrados por los Cheroqui antes de la llegada a esta zona de John Bartram, un explorador colonial inglés de Filadelfia.
Durante la década de 1830 y la época de la deportación de los indios del sureste, a los cheroqui se les permitió la oportunidad de comprar parcelas de tierra para hogares individuales, si aceptaban abandonar la tribu. Luego fueron considerados ciudadanos estadounidenses y estatales, no sujetos a deportación..[cita requerida]
Alrededor de 500 Cheroquis liderados por Yonaguska vivían en tierras a lo largo del Oconaluftee, que eran propiedad de William Holland Thomas, un hombre blanco que las tenía en fideicomiso para los Cheroqui, para protegerlas. Originalmente se les prohibió comprar tierras donde se estaban asentando los estadounidenses de origen europeo. .[cita requerida]
Había sido adoptado por los Cheroqui cuando era niño y permitió que este grupo de Cheroquis permaneciera a salvo de ser expulsado. A ellos se unió un grupo más pequeño de unas 150 personas, que vivían a lo largo del río Nantahala y estaban dirigidos por Utsala. .[cita requerida]
Otros grupos que vivían en Snowbird y a lo largo del río Cheoah (en Tomotley) también permanecieron en la región. Si fuera necesario, todos podrían reunirse en la tierra que Thomas tenía en fideicomiso y ser protegidos. Hoy en día, sus descendientes comprenden la mayor parte de la Banda Oriental de Cherokee, que suma aproximadamente 2000 personas. En la década de 1870, el pueblo Cheroqui expandió sus tierras en Carolina del Norte con la compra de Qualla Boundary..[cita requerida]
Desde finales del siglo XX, se han encontrado restos arqueológicos en los once condados más occidentales de Carolina del Norte, especialmente en las tierras bajas planas alrededor de la desembocadura de Mingus Creek, Toe String Creek, Bradley Fork y Collins Creek.